# 壬生站

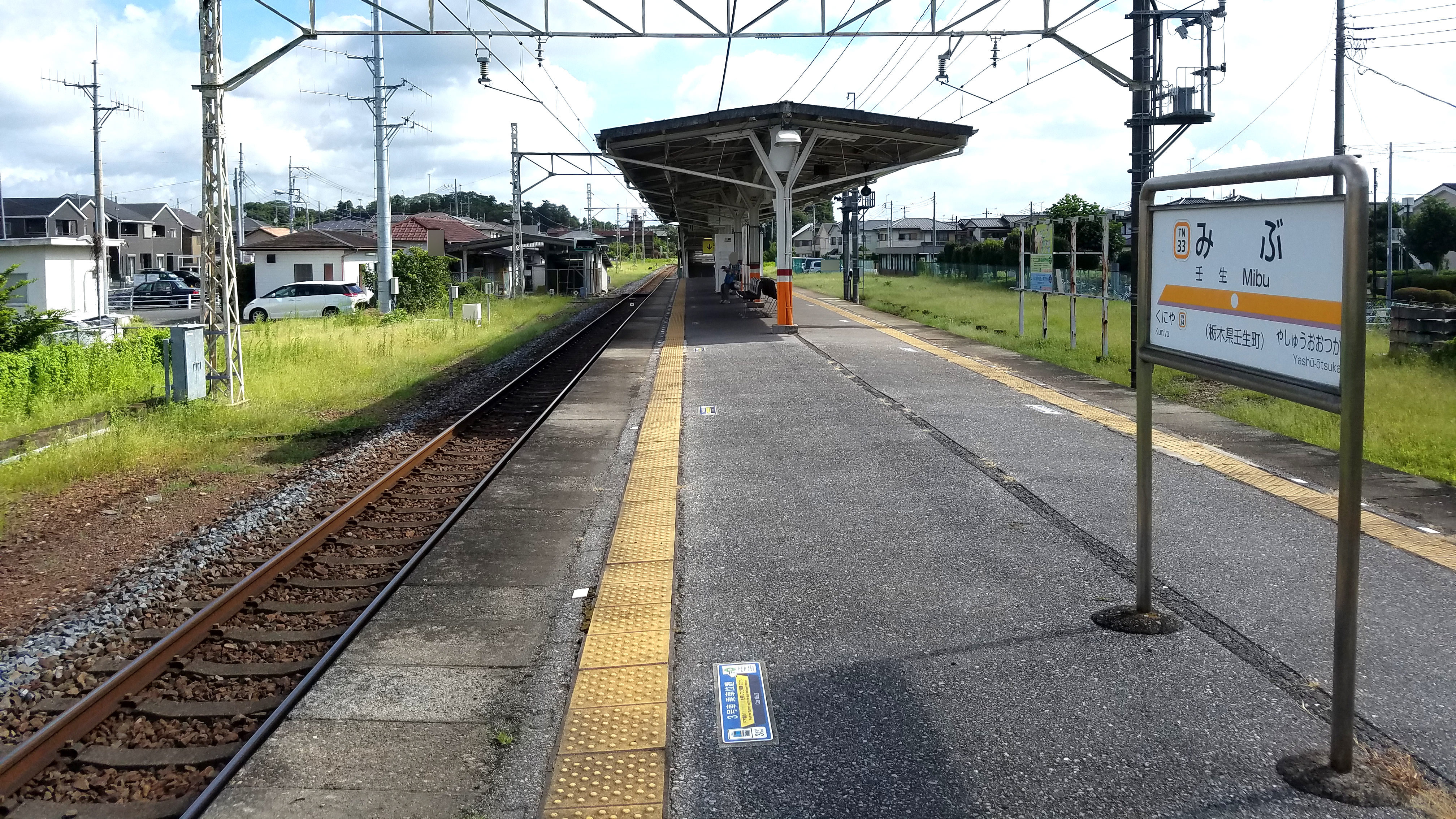
月台（2021年8月）

壬生站（日语：／ Mibu eki */?）位于日本栃木縣下都賀郡壬生町，是屬於東武鐵道的鐵路車站，車站编号为TN 33。

## 歷史
- 1931年（昭和6年）8月11日 - 開業。
- 1937年（昭和12年）5月14日 - 小倉川砂利線壬生～小倉川採取場開業。
- 1984年（昭和59年）2月1日 - 小倉川砂利線廢止。

## 车站結構
本站為島式月台1面2線地面車站。站房在線路西側，有地下道通往月台。檢票口外亦有東西連絡地下道。站內設有PASMO簡易IC卡感應機。
站前雖有「急行停車」的標示，但實際上停車的只有2006年（平成18年）3月從急行升格的特急「下野」。
1984年（昭和59年）1月31日以前，本站有通往思川河岸的小倉川砂利線，現在新栃木方向還有部分貨物月台遺跡。另外，野州大塚 - 本站之間在1989年（平成元年）11月以前設有柳原信號場，該站有另一條一樣用來運送砂石的東武柳原線。

### 月台配置
| 月台 | 路線     | 方向 | 目的地         |
| ---- | -------- | ---- | -------------- |
| 1    | 宇都宮線 | 下行 | 東武宇都宮方向 |
| 2    | 宇都宮線 | 上行 | 栃木方向       |

## 使用情況
2017年度的1日平均上下車人次為2,314人。

## 車站周邊
周邊是壬生町市區，有許多壬生町行政、公共設施。
- 壬生町役場
- 城址公園（日语：壬生城）
  - 壬生中央公民館
  - 壬生町立圖書館
  - 壬生町立歷史民俗資料館
- 壬生寺（日语：壬生寺 (栃木県壬生町)）
- 縄解地藏尊
- 興生寺
- 雄琴神社（日语：雄琴神社 (壬生町）
- 東雲公園
  - 壬生町接觸交流館
- 栃木縣道121號壬生停車場線（日语：栃木県道121号壬生停車場線） - 栃木縣道18號小山壬生線（日语：栃木県道18号小山壬生線）（蘭學通）
- 栃木縣立壬生高等學校（日语：栃木県立壬生高等学校）
- 壬生中央町郵便局

## 其他
東口有泊車轉乘用的停車場，停車後向站員申請，1日費用約300～500日圓。

## 相邻车站
東武鐵道
 宇都宮線
■特急「下野」
新栃木（TN 12）－壬生（TN 33）－玩具町（TN 35）
■普通
野州大塚（TN 32）－壬生（TN 33）－國谷（TN 34）

## 外部連結
- 壬生（車站資訊） - 東武鐵道